# Лизлов Андрій Іванович
Андрі́й Іва́нович Лизло́в, (бл. 1655 р. — після 1696 р.) — російський історик та перекладач. Автор «Скіфської історії» (1692).

## Біографія
Походив з родини дрібного служилого дворянства. Отримав добру освіту, знав польську, латинську і церковнослов'янську мови, був обізнаний з інженерною справою. Був наближеною особою до московського патріарха Іоакима (Савєлова), до князя В. Голіцина, певною мірою — й до російського царя Петра І.
Службу розпочав у Посольському приказі, з 1676 — стольник. Багато разів бував з дипломатичними дорученнями у Речі Посполитій. Учасник Кримських 1687 та 1689 та Азовських 1695—96 походів. Переклав російською фрагменти хронік М. Стрийковського, О. Гваньїні, у 1686 твір Ш. Старовольского «Двір цесаря турецького». Копіював твори князя А. Курбського. 

## Скіфська історія
У 1692 закінчив роботу над «Скіфською історією», в якій описав боротьбу східноєвропейських християнських монархій зі своїми кочовими ісламськими сусідами впродовж середніх віків та раннього Нового часу. 
У «Скіфській історії» Лизлов використав широке коло джерел та історичних творів (літописи, хронографи, розрядні книги, варіанти «Казанської історії», українські історичні праці, польсько-литовські хроніки, твори латино-італійських та інших авторів). Однак ставився до використовуваних джерел недостатньо критично, тому переніс у власний твір чимало помилкових тверджень, наприклад про походження татар від скіфів та сарматів.
«Скіфська історія» вже в рукописі отримала широке розповсюдження в Росії, проте не була видана до 1776 року. Потім була двічі видана відомим видавцем М. І. Новіковим (у 1776 та 1787 роках). Видання книги було в дуже малих тиражах. Після впровадження катеринівської цензури «Скіфська історія» не видавалася, а сам М. І. Новіков був невдовзі заарештований Катериною ІІ. Третій вихід з друку цього значного твору стався у 1990 році у Москві накладом 5 тисяч примірників.
«Скіфська історія» залишалась популярною в російській історіографії до XIX ст., певною мірою її використовували й українські письменники, зокрема Феофан Прокопович.